# آکاکالیس
آکاکالیس (به یونانی: Ἀκακαλλίς) در اساطیر یونان، یکی از دختران پادشاه کرت مینوس و همسرش پاسیفائه بود. او همچنین خواهر زنودیکه، فدرا و ایریدنه بود. آکاکالیس اولین معشوقه ایزد خورشید آپولون شد، هنگامی که آپولون به همراه خواهر دوقلویش آرتمیس برای تطهیر به آژیالیا در کرت آمدند. او برای ملاقات یکی از بستگان مادرش به تارها در غرب کرت رفته بود. در آنجا بود که برای اولین بار با آپولون آشنا، و اولین معشوقه او شد. رابطه آن‌ها بدون نتیجه نماند و آکاکالیس برای او دو پسر دوقلو به نام‌های فیلاسیدس و فیلاندروس به دنیا آورد. شاه مینوس پدر آکاکالیس که از این وضعیت ناراضی بود، دخترش را به لیبی تبعید کرد.